# 戀屍癖事例
戀尸癖是一种对尸体的病態迷恋，有這種症狀的人通常渴望与尸体进行性交。尽管许多国家和地区的法律禁止猥褻尸體，但縱觀历史還是有許多戀尸癖事例出現。

## 历史
据悉在整個人類文明史都发生过戀尸癖事例。 古希腊歷史學家希羅多德在他的著作《歷史》中指出，在古埃及，由於出現過一名遺體防腐處理師与一名刚去世的妇女尸体发生性关系，古埃及人開始不对剛去世的美丽女子尸体进行防腐处理，而是在去世數天后才对其进行防腐处理，以防止猥褻尸體的事件再次出現。
根据塔木德記載，犹太希律王想霸佔一名处女，但這名處女拒絕並因此自殺，此後這名處女的尸體在蜂蜜中保存了七年。 有人说是希律王为了与處女尸體性交而对她进行了防腐处理。也有人说希律王並没有和處女尸體性交。罗马犹太历史学家弗拉維奧·約瑟夫斯的著作是有關希律王生平事跡的主要来源，但弗拉維奧·約瑟夫斯并没有提及希律王有任何戀尸癖行為。
莫切文化流傳至今的陶器上刻有活人與骸骨进行性交。
吉爾·德·雷也曾性侵過尸體。
根据犯罪学家赫歇尔·普林斯（Herschel Prins）的说法，直到19世纪，如果中欧一个已订婚的女孩在结婚之日前去世，配偶仍然可以通过与尸體性交的方式举行婚禮。
2016年9月，中華人民共和國遼寧省沈阳市法库县一家殯儀館內的女尸遭到22歲男子侮辱。

### 在军事冲突中
在18世纪的秘魯图帕克·阿马鲁叛军与西班牙殖民當局之间的冲突中，叛军与死去的妇女发生性关系。
在19世纪的俄土战争中，軍隊对尸体进行了性虐待。
在1919年至1926年的摩洛哥战争期間，軍隊出現戀尸癖事件。
南京大屠杀中，一名中国男子在拒绝与女尸发生性关系后被杀。
在卢旺达种族大屠杀期间，也出現過與尸体发生性行为的事件。
来自美國罗切斯特的连环杀手阿圖·沙克羅斯也有恋尸癖行為。阿圖·沙克羅斯在1990年11月被判犯了11起谋杀罪。他自稱在1968年越南战争期间，在越南服役時杀死、强奸、斩首并吃掉了两名越南妇女。他还于1988年至1989年之间对罗切斯特的受害者实施了性行为和残害。阿圖·沙克羅斯分别在纽约州门罗县和纽约州韦恩县被判處无期徒刑。